# Takumi Sasaki
Takumi Sasaki (佐々木 匠 Sasaki Takumi?), född 30 mars 1998 i Miyagi prefektur, är en japansk fotbollsspelare.
Sasaki började sin karriär 2016 i Vegalta Sendai. Efter Vegalta Sendai spelade han för Tokushima Vortis, Kamatamare Sanuki och Renofa Yamaguchi FC. Han gick tillbaka till Vegalta Sendai 2020.